# Andrzej Krzysztof Gołuchowski
Andrzej (Jędrzej) Krzysztof Gołuchowski herbu Leliwa – chorąży podolski w 1672 roku, miecznik sanocki w latach 1658–1672.
Poseł na sejm konwokacyjny 1668 roku z ziemi halickiej. Był członkiem konfederacji generalnej zawiązanej 5 listopada 1668 roku na tym sejmie. Stanął w 2 konie na pospolitym ruszeniu ziemian lwowskich i powiatu żydaczowskiego 29 sierpnia 1672 roku pod Lublinem. W 1674 roku był elektorem Jana III Sobieskiego z województwa sandomierskiego, podpisał jego pacta conventa.